# Крест Воинской доблести (Сенегал)
Крест Воинской доблести (фр. Croix de la Valeur Militaire) — шестая по значимости награда Сенегала.

## История
Крест Воинской доблести учреждён законом № 68-109 от 1 февраля 1968 года.
Награждение производится за совершение актов доблести в мирное или военное время.

## Описание
Представляет собой бронзовый рельефный мальтийский крест с шариками на концах, лежащий на лавровом венке, на аверсе, которого в центре расположен круг, вписанный в пятиконечную звезду с изображением льва в центре. На плоском реверсе расположен круг с надписью в центре «R. S.», по окружности «VALEUR MILITAIRE».
Лента тёмно-бордового цвета с чёрной полосой в центре, обрамлённой двумя жёлтыми, равновеликими с чёрной, полосами. На ленту наложена бронзовая накладка в виде лавровой веточки.